# Il Nuovo Corriere (1925)
Il Nuovo Corriere (da non confondersi con l'omonimo quotidiano pubblicato a Firenze) è stato un quotidiano italiano, con sede a Bari, pubblicato tra il 1925 e il 1926.